# Флэнаган, Джеймс
Джеймс Шоуерс Флэнаган (англ. James Showers Flanagan; 3 августа 1878, Филадельфия, Пенсильвания — 28 марта 1937, Филадельфия, Пенсильвания) — американский гребец, чемпион летних Олимпийских игр 1904.
На Играх 1904 в Сент-Луисе Флэнаган участвовал только в соревнованиях восьмёрок. Его команда заняла первое место с результатом 7:50,0 и выиграла золотые медали.